# Mopedbil

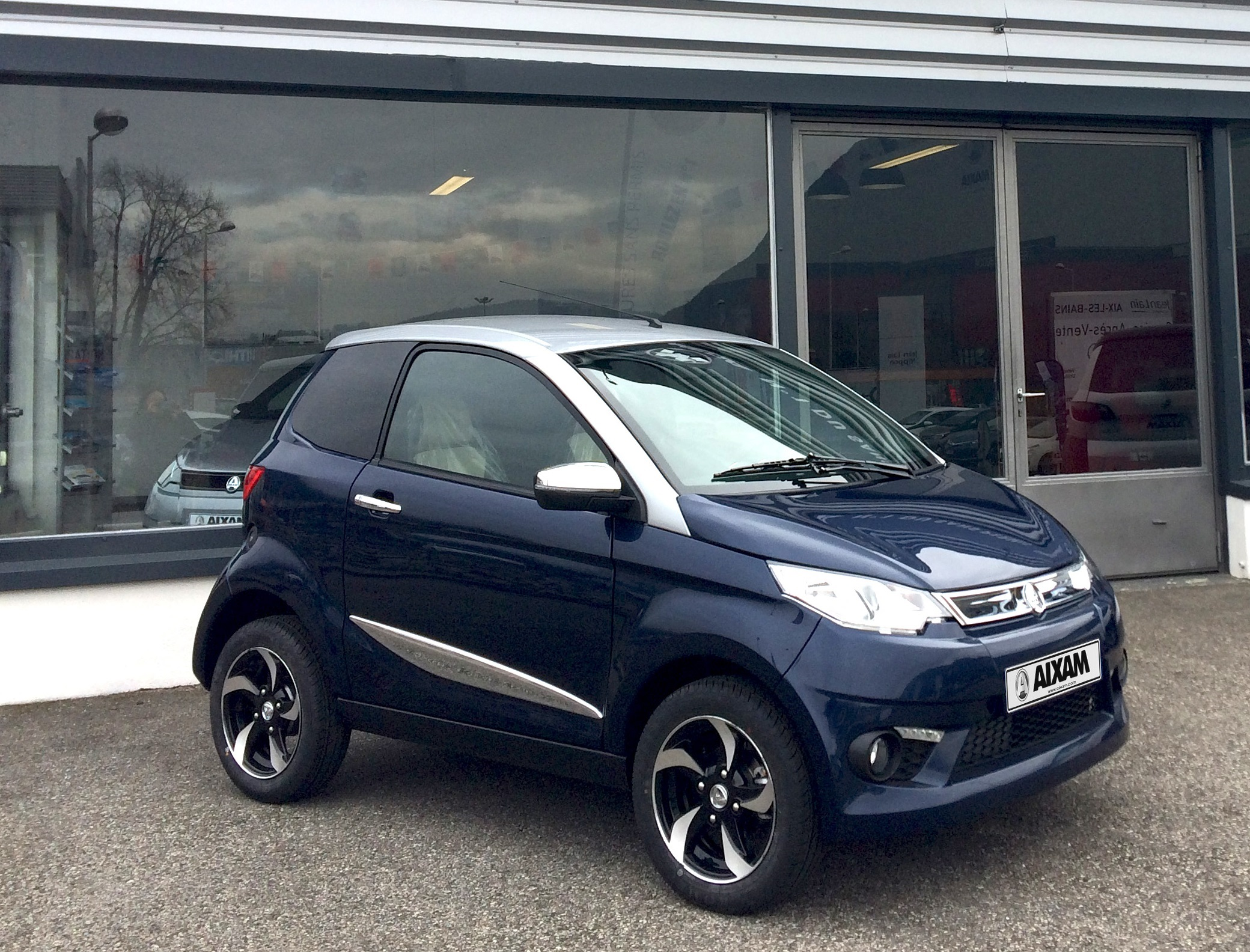
Mopedbil: Aixam City

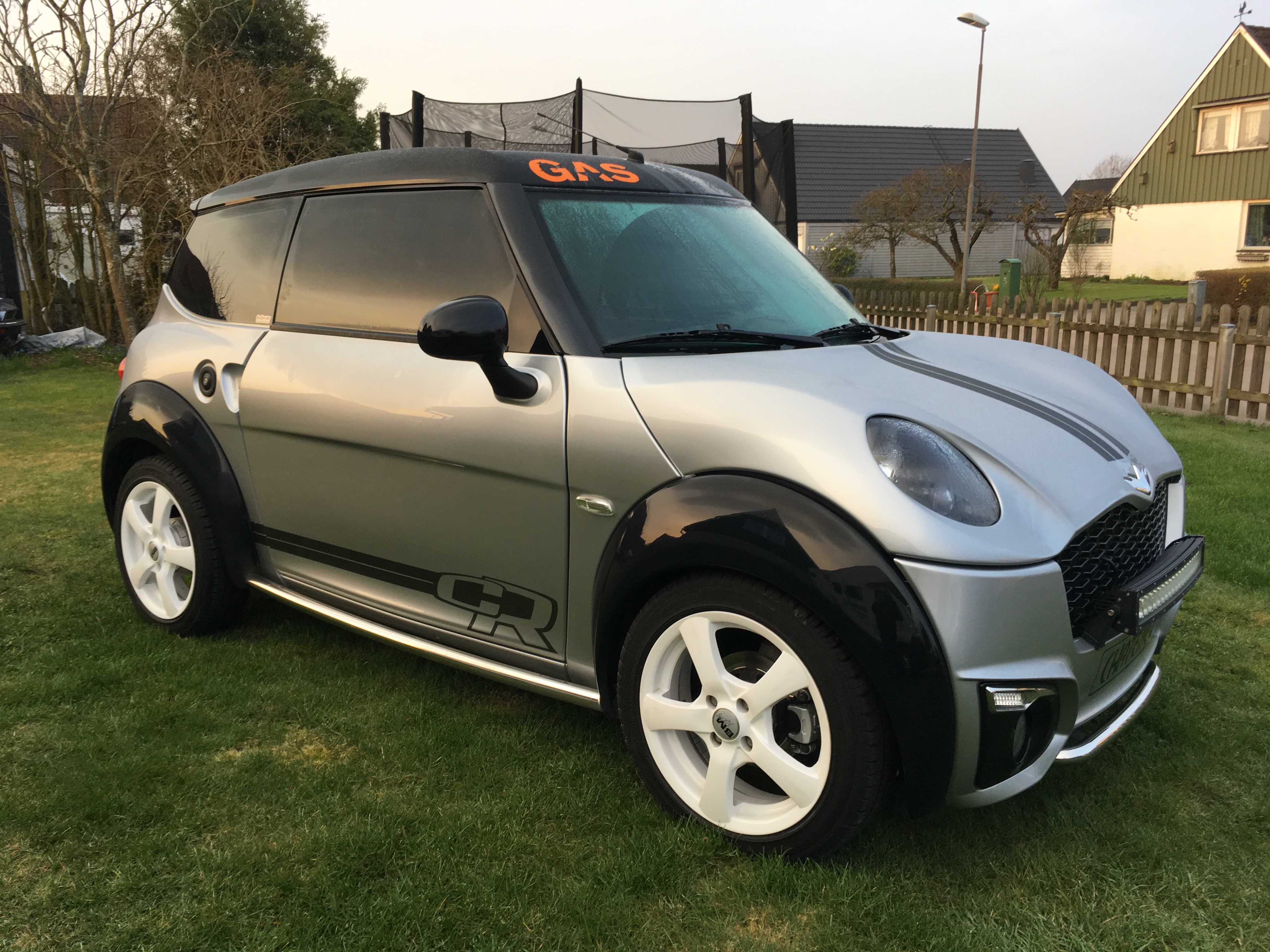
Mopedbil: Chatenet CH28

En mopedbil är ett tre- eller fyrhjuligt fordon som juridiskt sett är en moped och inte en bil.

## Allmänt
Den har oftast en kupé med två sittplatser. En mopedbil kan vara utformad som en liten personbil eller liten lastbil. I Sverige räknas den som moped klass 1.
En mopedbil får väga högst 425 kg och lasten högst 260 kg. Motorns effekt är högst 6,2 kW (8,2 hästkrafter). Toppfarten är 45 km/h, precis som en EU-moped klass 1. Mopedbilar ska ha en LGF-skylt baktill. För en eldriven mopedbil räknas inte batterierna in i maxvikten på 425 kg.
Mopedbilar får köras från 15 års ålder av den som har AM-körkort för moped klass 1 (EU-moped). Mopedbilen behöver inte genomgå kontrollbesiktning, och är inte belagd med fordonsskatt.
Mopedbilar drivs vanligen av diesel, eftersom regelverket för mopeder då tillåter en större cylindervolym, vilket lämpar sig väl i mopedbilarna, som väger betydligt mer än en tvåhjulig moped. De modernaste modellerna använder sig av insprutningstekniken Common Rail.
Mopedbilar är relativt dyra jämfört med vanliga personbilar. Detta beroende på små tillverkningsserier och motorer dyra i inköp för fabrikerna. Tekniken med att bygga en modern mopedbil med godtagbar säkerhet och ändå hålla sig under viktgränsen på 425 kg är en orsak till kostsam produktutveckling.
Säkerheten har diskuterats. I augusti 2020 skedde en olycka där en mopedbil och en polisbil krockade.
2022 fanns det omkring 16 000 registrerade mopedbilar i Sverige.

### Säkerhet
Mopedbilar byggs, på grund av viktbegränsningen på fordonen, till stor del av plast. Antingen byggs de med en lättmetallram som grund och utanpåliggande plastkåpor, eller med en glasfiberarmerad plastkonstruktion. En mopedbil är inte lika säker som en vanlig bil. Fordonen är dock byggda för maximalt 45 km/h och för den hastigheten erbjuder fordonen en acceptabel säkerhet, och betydligt bättre än en 2-hjulig moped, särskilt vintertid. Fyra mopedbilar, Aixam Crossover GTR, Microcar M.GO Family, Bajaj Qute och Chatenet CH30 krocktestades 2016 av EuroNCAP. Vid denna krocktest fick den sistnämnda två stjärnor, övriga en.

### Exempel på tillverkare
- Aixam
- Bellier
- Casalini
- Chatenet
- Dué
- Estrima
- Grecav
- Italcar
- JDM
- Jonway
- Ligier
- Melex
- MEV
- Microcar
- Omnia
- Piaggio
- Renault
- Secma

Exempel på elektriska mopedbilar är Aixam och Rolloped.